# Cumbres de San Bartolomé
Cumbres de San Bartolomé település Spanyolországban, Huelva tartományban. Cumbres de San Bartolomé Cumbres Mayores, La Nava, Aroche, Encinasola, Higuera la Real és Cumbres de Enmedio községekkel határos. Lakosainak száma 364 fő (2024).

## Népesség
A település népessége az utóbbi években az alábbiak szerint változott:
| Lakosok száma | 557  | 523  | 490  | 463  | 453  | 426  | 404  | 381  | 374  | 364  |
|               | 2001 | 2004 | 2006 | 2009 | 2011 | 2014 | 2016 | 2019 | 2021 | 2024 |